# 剖匝孔菌属
剖匝孔菌属（学名：Pouzaroporia）是原毛平革菌科下的一个属。

## 下属物种
本属包括以下物种：
- Pouzaroporia rubrufa (Ellis & Dearn.) Vampola
- 浅红剖匝孔菌 Pouzaroporia subrufa